# Chapter Two
Chapter Two är en duo bestående av Nils Landgren (sång, trombon, trumpet) och Johan Norberg (gitarr, kör, dragspel). De har spelat in två skivor och gett över 250 konserter.

## Diskografi
- Chapter Two "1" - 1987
- Chapter Two "2" - 1993